# Kanton Aulnay-sous-Bois-Sud
Kanton Aulnay-sous-Bois-Sud (fr. Canton d'Aulnay-sous-Bois-Sud) je francouzský kanton v departementu Seine-Saint-Denis v regionu Île-de-France. Tvoří ho pouze jižní část města Aulnay-sous-Bois.